# Волозево
Воло́зево (бел. Вало́зева) — озеро в Шарковщинском районе Витебской области Белоруссии. Относится к бассейну реки Дисна.

## Описание
Озеро Волозево располагается в 23 км к северо-востоку от городского посёлка Шарковщина, рядом с деревней Буды. Высота над уровнем моря — 137,6 м.
Площадь зеркала составляет 0,15 км², длина — 0,56 км, максимальная ширина — 0,38 м. Длина береговой линии — 1,59 км. Максимальная глубина — 5,5 м, средняя — 2,9 м. Объём воды в озере — 0,44 млн м³. Площадь водосбора — 8,25 км².
Берега низкие, заболоченные, поросшие кустарником и редколесьем. Озеро зарастает слабо.
С севера в Волозево впадает ручей из озера Яжгиня, а с юго-запада вытекает ручей в реку Дисна.
В озере обитают карась, линь, плотва, краснопёрка, окунь и другие виды рыб.